# Caneto
Caneto es una localidad española dentro del municipio de La Fueva, en la Comarca de Sobrarbe, provincia de Huesca, Aragón. Tenía 18 habitantes en 2011. Antiguamente pertenecía al ayuntamiento de Clamosa.

## Historia
Caneto formó parte del antiguo municipio de Clamosa. Se despobló en los años 1960 como consecuencia de la construcción del embalse de El Grado, cuando junto con Lapenilla y Clamosa se expropiaron los núcleos en torno al barranco de Lapenilla y del barranco del Salinar. Permaneció despoblado hasta la década de 1980, cuando por iniciativa ciudadana se comenzó a repoblarlo con la aprobación del ayuntamiento de La Fueva, al que pertenecía. Llegó incluso a serle restituida una escuela, que mantiene abierta.

## Demografía
| Gráfica de evolución demográfica de Caneto entre 2000 y 2021 |
|                                                              |

## Urbanismo
En su casco urbano conviven tres fuertes-caseríos de los siglos XVII y XVIII, una capilla consagrada a Santo Domingo del siglo XVI, y una estupa budista construida en la década de 1990 por los recolonizadores, relacionados con la comunidad budista de Panillo.

## Festividades
- 17 de enero: romería a Clamosa, en honor a San Antón y coincidiendo con la fiesta de invierno dicha localidad.[3]
- 22 de enero: fiesta de invierno, en honor a San Vicente.[3]
- 23 de abril: romería al santuario de Santa María de Bruis como celebración del día de San Jorge.[3]
- 25 de abril: romería a la ermita de San Marcos.[3]
- 14 de agosto: fiesta mayor, en honor a Santo Domingo.[3]